# Gordon Lam
Lam Ka-tung (en chinois simplifié : 林家栋 ; chinois traditionnel : 林家棟 ; pinyin : Lín Jiādòng ; cantonais Jyutping : Lam4 Gaa1 Dung6), dit Gordon Lam, est un acteur, producteur et scénariste hongkongais, né le 21 septembre 1967.
Il se fait connaître avec plusieurs seconds rôles dans des films d'Andrew Lau et de Johnnie To. Il accède progressivement aux premiers rôles et remporte le Hong Kong Film Award du meilleur acteur en 2016 pour Trivisa. Il a également remporté le Hong Kong Film Award du meilleur film en 2010 en tant que producteur de Kung-Fu Masters.

## Biographie
Gordon Lam est formé dans la 15e promotion de la classe d'acteurs de la chaîne TVB en 1988. Pendant les sept à huit années suivantes, il n'est cependant que figurant dans nombre de productions télévisées. Ce n'est qu'avec une imitation de Jacky Cheung qu'il commence à attirer l'attention du public de Hong Kong.
Lam se voit alors rapidement offrir des rôles secondaires plus importants et la première série télévisée dans laquelle il a réellement un rôle est Time Before Time (en), qui est l'un des plus populaires dramas de 1997. À la même époque, il a également l'opportunité d'apparaître au cinéma avec de petits rôles dans Gen-X Cops (1999) et The Kid (en) (1999). Après avoir quitté TVB en 2001, il signe un contrat avec la société de production Topman Global d'Andy Lau et se concentre pleinement sur sa carrière cinématographique. Il apparaît ainsi dans des rôles secondaires dans un certain nombre de films de Lau tels que Dance of a Dream (2001), Infernal Affairs (2002), La Voie du Jiang Hu (2004), Yesterday Once More (2004) et Wait 'Til You're Older (2005). Certaines de ses autres apparitions cinématographiques incluent Election (2005) et Election 2 (2006), Exilé (2006) et Mad Detective (2007) de Johnnie To.
En 2009, il fait ses débuts de producteur avec Kung-Fu Masters qui remporte le Hong Kong Film Award du meilleur film ainsi que le Hong Kong Film Critics Society Award du meilleur film. Il produit ensuite le film Get Outta Here (2015) dont il signe le scénario.
En 2013, Lam joue un rôle secondaire important dans Firestorm, dont le succès au box-office lui permet de recevoir plus de propositions de rôles majeurs. En 2017, il remporte le Hong Kong Film Award du meilleur acteur pour son rôle de Kwai Ching-hung dans Trivisa (2016), basé sur la vie du parrain du crime Kwai Ping-hung. Il se voit également décerner le Hong Kong Film Critics Society Award du meilleur acteur et le Hong Kong Film Directors' Guild (en) Award du meilleur acteur.

## Filmographie partielle
- 2001 : Dance of a Dream
- 2002 : Infernal Affairs
- 2003 : Infernal Affairs 3
- 2004 : Jiang Hu
- 2004 : A World Without Thieves
- 2004 : Yesterday Once More
- 2005 : Wait 'Til You're Older
- 2005 : Election
- 2006 : Election 2
- 2006 : Exilé
- 2006 : My Mother Is a Belly Dancer
- 2007 : Triangle
- 2007 : Mad Detective
- 2007 : Brothers
- 2008 : Ip Man
- 2008 : Sparrow
- 2009 : Vengeance
- 2010 : 72 Tenants of Prosperity
- 2012 : Cold War
- 2013 : Firestorm
- 2014 : Overheard 3
- 2014 : Z Storm
- 2015 : The Vanished Murderer
- 2016 : Trivisa
- 2017 : Dealer/Healer
- 2017 : Always Be with You
- 2017 : Paradox
- 2019 : P Storm
- 2019 : Chasing the Dragon 2
- 2019 : La Guerre des Cartels 2
- 2020 : Hand Rolled Cigarette (en)
- 2021 : Limbo
- 2021 : Once Upon a Time in Hong Kong
- 2023 : Mad Fate
- 2023 : Disconnect'd (en)

## Distinctions

### Récompense
- Hong Kong Film Awards 2017 : meilleur acteur pour Trivisa

### Nominations
- Hong Kong Film Awards 2002 : meilleur acteur dans un second rôle pour Dance of a Dream
- Hong Kong Film Awards 2009 : meilleur acteur dans un second rôle pour Ip Man
- Hong Kong Film Awards 2013 : meilleur acteur dans un second rôle pour Cold War
- Hong Kong Film Awards 2018 : meilleur acteur dans un second rôle pour Paradox
- Hong Kong Film Awards 2022 : meilleur acteur pour Limbo et Hand Rolled Cigarette